# Forsterina annulipes
Forsterina annulipes là một loài nhện trong họ Desidae.
Loài này thuộc chi Forsterina. Forsterina annulipes được miêu tả năm 1872 bởi Ludwig Carl Christian Koch.